# Platysteiridae
Platysteiridae Sundevall, 1872 è una famiglia di uccelli passeriformi che comprende una trentina di specie diffuse in Africa.

## Tassonomia
La famiglia comprende i seguenti generi e specie:
- Batis F.Boie, 1833
  - Batis diops Jackson, 1905
  - Batis margaritae Boulton, 1934
  - Batis mixta (Shelley, 1889)
  - Batis reichenowi Grote, 1911
  - Batis crypta Fjeldså, Bowie & Kiure, 2006
  - Batis capensis (Linnaeus, 1766)
  - Batis fratrum (Shelley, 1900)
  - Batis molitor (Küster, 1836)
  - Batis senegalensis (Linnaeus, 1766)
  - Batis orientalis (Heuglin, 1870)
  - Batis soror Reichenow, 1903
  - Batis pririt (Vieillot, 1818)
  - Batis minor Erlanger, 1901
  - Batis erlangeri Neumann, 1907
  - Batis perkeo Neumann, 1907
  - Batis minulla (Barboza du Bocage, 1874)
  - Batis minima (Verreaux, J & Verreaux, E, 1855)
  - Batis ituriensis Chapin, 1921
  - Batis poensis Alexander, 1903

- Lanioturdus Waterhouse, 1838
  - Lanioturdus torquatus Waterhouse, 1838

- Platysteira Jardine & Selby, 1830
  - Platysteira hormophora (Reichenow, 1901)
  - Platysteira castanea Fraser, 1843
  - Platysteira tonsa (Bates, 1911)
  - Platysteira laticincta Bates, 1926
  - Platysteira peltata Sundevall, 1850
  - Platysteira albifrons Sharpe, 1873
  - Platysteira cyanea (Statius Müller, 1776)
  - Platysteira concreta Hartlaub, 1855
  - Platysteira blissetti (Sharpe, 1872)
  - Platysteira chalybea (Reichenow, 1897)
  - Platysteira jamesoni (Sharpe, 1890)